# Amaluna
Amaluna es un espectáculo itinerante de la compañía canadiense Cirque du Soleil dirigido por Diane Paulus y estrenado en el año 2012 en Montreal. El significado de Amaluna proviene de la palabra en latín Ama que significa madre y la palabra luna, siendo este último un símbolo para representar a la mujer, o una madre como protectora del planeta.

## Historia
Amaluna es una historia original inspirada por una combinación de algunos mitos griegos y una obra de William Shakespeare llamada «La Tempestad», el objetivo del show es presentar la fortaleza de las mujeres. Amaluna es una isla guiada por los ciclos de la luna y gobernada por la reina Próspera, en la que se desarrolla una historia de amor, entre la hija de la reina de esta isla y un valiente joven desconocido. 
La historia comienza cuando Próspera invita a todas las grandes diosas del mundo a presenciar la ceremonia celebrada a su hija por su mayoría de edad, un rito que honra la femineidad, renovación, renacimiento y equilibrio que marca el cambio de las ideas y valores de una generación a la siguiente. 
Tras una tormenta generada por Próspera, un grupo de hombres jóvenes arriba a la isla al ser arrastrados por ella, desatando una emotiva historia de amor entre uno de ellos y la hija de Próspera, sin embargo este amor deberá superar distintas pruebas para poder probar que este amor es fuerte y así llegar a complementarse teniendo fe, armonía y confianza entre ellos, siendo celebrado al final.

## Personajes
- Próspera: Reina de Amaluna, hechicera con poderes mágicos motivada a su vez por sentimientos. Lo más importante para ella es su hija Miranda, de quién será su protectora y sin importar influir buscará la manera de que ella pueda encontrar el amor y buscar su camino en el mundo.

- Miranda: Es la hija de Próspera, una niña que está en la transición de convertirse en mujer. Una persona soñadora, romántica, traviesa y divertida, quién disfruta la cultura de la isla de Amaluna.

- Romeo: Es un joven valiente, líder del grupo de hombres que llegan a Amaluna, quién se enamora de Miranda y será puesto a prueba para llegar a descubrir el amor verdadero.

- Cali: Es la mascota mitad humano mitad lagarto que toda la vida ha acompañado a Miranda, quien está secretamente enamorado de ella y hará todo lo posible para evitar que Romeo consiga el amor de ella.

- Jeeves: Criado de Romeo, quien llega a la isla y se enamora de Deeda,ama de cría de Miranda.

- Deeda: Ama de cría de Miranda quién se enamora de Jeeves y juntos forman una familia.

- Diosas y Amazonas.La diosa Pavo Real, de la luna, del equilibrio, las valquirias y las amazonas son una presencia femenina fuerte en Amaluna. Quiénes usarán sus poderes para ayudar a los amantes o estorbarlos en su búsqueda de la felicidad.

## Actos
- Desfile mágico: En este acto los habitantes de Amaluna disfrutan del regalo de Próspera para Miranda para reconocer la transición a su edad adulta, un desfile lleno de colores y luces que inundan Amaluna.

- Monociclo: En este acto dos artistas entran en monociclos, entremezclando sus caminos llevados por el viento, alegrando a los habitantes de Amaluna con baile y alegría.

- Juegos icarios y boleadores de agua: Un número acrobático que combina fortaleza y precisión al mezclar unos elemento como lo son los boleadores de agua con la hablidad acrobática.

- Danza del Pavo Real: Acto que representa la pureza del amor interpretada por el baile de la diosa Pavo Real, llevada a cabo cuando Romeo llega al bosque encantado.

- Tormenta: Próspera desata una tormenta al tocar el Violoncelo, mientras dos artistas que representan al dios y a la diosa del viento realizan una danza al aire suspendidos en cuerdas.

- Aro y cuenco de agua: La diosa de la luna le otorga su bendición a Miranda a través de una canción, mientras Romeo observa a Miranda y tras una serie de juegos en el cuenco de agua, se besan por primera vez.

- Barras asimétricas: Acto realizado por las amazonas.

- Trampolín doble: Acto en el que los hombres tratarán de escapar de la gravedad y su prisión realizando una serie de acrobacias con el trampolín.

- Manipulación: Acto en el que la diosa del equilibrio crea un mundo con un móvil hecho de 13 hojas de palmera, que al quitar la pieza más pequeña se desintegra y representa el comienzo de las pruebas a superar para la pareja.

- 1000 brazos y palos: Acto inspirado en una danza de Indonesia, que marca la separación de Miranda de Romeo, creando un portal al inframundo por el que él debe pasar.

- Poste Chino: Romeo debe escalar un poste para reunirse con Miranda, utilizando su fuerza muscular, flexibilidad y astucia.

- Cuerda Floja: Un acto de amantes perdidos en el purgatorio que danza sobre la cuerda floja.

- Malabarismo: Cali realiza un acto de malabarismo como celebración al capturar a Romeo en la cuenca de agua.

- Cuerdas Aéreas: Miranda acude a la valquirias para rescatar a Romeo, quienes volarán sobre la audiencia en un vuelo de cuatro dimensiones.

## Vestuario
Mérédith Caron, la diseñadora de vestuario, con más de 130 trajes en el espectáculo hecho de aproximadamente 800 materiales distintos, inspiró sus trajes complejos y multidimensionales con un estilo contemporáneo imaginando la isla misteriosa, como un punto de encuentro entre el este y el oeste del mediterráneo, creando una combinación de antigüedad y modernidad entre distintas culturas, por otro lado también se encuentran elementos referidos al Oriente y a Escandinava. 

## Música
La composición y los arreglos de la banda sonora estuvieron a cargo de Guy Dubuc y Marc Lessard, mejor conocidos como Bob y Bill, quienes integran a esta historia un sonido contemporáneo. 
Añadiendo que es la primera vez que se tiene en el espectáculo del Cirque Du Soleil un grupo exclusivamente conformado por mujeres, haciendo honor al tema principal de la historia, el resaltar el poder de la mujer. 
La lista de canciones que conforman el espectáculo y sus actos son las siguientes: 
- All Come Together (Desfile Mágico)
- Elma Om Mi Lize (Juegos Icarianos y Boleadores de Agua)
- Tempest (Tormenta)
- Enchanted Reunion (Danza del Pavo Real y Bosque Encantado)
- Fly Around (Barras Asimétricas)
- Hope (Aro)
- O Ma Ley (Cuenco de Agua)
- Burn Me Up (Trampolín Doble)
- Whisper (Manipulación)
- Running On The Edge (Cuerda Floja)
- Ena Fee Alyne (Monociclos)
- Creature Of Light (1,000 Brazos, Palos y Poste Chino)
- Mutation (Malabarismo)
- Run (Cuerdas Aéreas)